# XnView
XnView — кроссплатформенная программа для просмотра изображений, поддерживающая просмотр более 500 и сохранение (конвертирование) до 50 различных графических и мультимедийных форматов файлов. Программа бесплатна для некоммерческого и образовательного использования, но ранее (2004 год) существовала и платная версия «XnView Deluxe».
XnView работает со сканером и принтером, имеет возможность проигрывать широко распространённые аудио- и видеоформаты. Программа выпускается в двух версиях — XnView MP и XnView Classic. Интерфейс программы поддерживает 11 языков, в том числе и русский.

## Описание

### Возможности

#### Просмотр файлов
- Режим предварительного просмотра (эскизов) файлов[9];
- Просмотр файлов в окне и в полноэкранном режиме[10];
- Уменьшение/увеличение видимого размера изображения;
- Просмотр многостраничных и анимированных изображений[10];
- Получение изображения со сканера;
- Отображение сведений о изображении, в том числе информации EXIF[9] и IPTC[10];
- Подсчёт количества использованных в картинке цветов;
- Отображение файлов в режиме слайд-шоу в окне и полноэкранном режиме[11][9][10];
- Установка просматриваемого изображения в качестве обоев рабочего стола;
- Возможность задать некоторые папки в качестве избранных для быстрого доступа к ним;
- Просмотр видеофайлов при наличии соответствующих кодеков в системе.

#### Базовое редактирования изображений
- Выделение части изображения, вырезание, копирование выделенной части в буфер обмена, вставка из буфера обмена[10];
- Поворот изображения[11][10];
- Преобразование цветов рисунка, замена цветовой палитры[11][10];
- Изменение размера изображения;
- Вставка текстовой надписи[10];
- Применение к изображению различных эффектов[10];
- Коррекция «эффекта красных глаз»[11].

#### Другие возможности программы
- Создание веб-страницы из изображений[11][9];
- Преобразование формата файлов изображений[9];
- Создание скриншотов[11][9];
- Поддержка плагинов, в том числе для Adobe Photoshop[11];
- Интеграция в Total Commander;
- Создание списков файлов;
- Запись рисунков на CD (необходимо наличие в системе Nero Burning ROM);
- Режим пакетной обработки фотографии[11][12] с поддержкой .XBS скриптов.

### Интерфейс
Окно утилиты разделено на три части: структура папок, эскизы изображений или список содержимого выбранной папки и панель предварительного просмотра.

## Редакции

### Classic
XnView Classic — основная версия программы (в 3-х видах комплекции Lite, Standart и Full), работает только в Windows.

### XnView MP
XnView MP (XnView Multi Platform) призван объединить все версии для разных платформ (*nix, Mac OS X и Windows) в одном проекте. Это подразумевает единый внешний вид интерфейса (основанный на Qt). Он изначально имеет полную поддержку юникода и возможность загрузки изображений с большой глубиной цветопередачи (8/16/32 бит на канал), лучшую управляемость языка перевода (текстовые файлы), улучшенную базу данных.

### XnView Deluxe
Программа разработана Пьером Гужеле для компании Xzeos как коммерческий продукт. Представляет собой расширенную версию бесплатной программы XnView. Программа не разрабатывается и не поддерживается с 2004 года, продажа и распространение программы также прекращены. Автор объяснил это тем, что программа не смогла занять значительной ниши на высококонкурентном рынке подобного программного обеспечения. В дальнейшем многие функции Deluxe-версии реализованы в бесплатной версии программы.

#### Отличительные особенности XnView Deluxe от XnView
- Управление проектами, альбомами и категориями (планируется перенести в XnView);
- Мастер экспорта, коррекции изображения и отправки по email;
- Отображение HTML, PDF;
- Отображение SVG, Flash (требуется установленный плагин) (уже реализовано в XnView);
- Объединение изображений в PDF (уже реализовано в XnView)[9];
- Эффекты перехода и аудио сопровождение в режиме показа слайдов;
- Экспорт слайдов в видео, исполняемый файл, CD, VCD или SVCD;
- Улучшенное воспроизведение MP3, Ogg Vorbis;
- Просмотр содержимого архивов формата ZIP, RAR, CAB и ACE (уже реализовано в виде плагина, распространяемого автором бесплатно — отдельно или в составе XnView);
- Создание архивов;
- Отправка файла по email, FTP (функции FTP реализованы в виде плагина);
- Расширенный поиск;
- Просмотр через контекстное меню (уже реализовано в XnView).

## Критика
На официальном сайте конкурирующего продукта IrfanView указываются обвинения в плагиате:

XnView крадет/клонирует особенности и целые диалоги у IrfanView на протяжении более 10 лет.
Оригинальный текст (англ.)XnView has been stealing/cloning features and whole dialogs from IrfanView, for 10+ years.